# Eparchia di Amida degli Armeni
L'eparchia di Amida degli Armeni (in latino Eparchia Amidena Armenorum) è una sede soppressa della Chiesa armeno-cattolica e sede titolare della Chiesa cattolica.

## Storia
Incerta è l'origine di questa eparchia armena, corrispondente alla città turca di Diyarbakır. Antica sede della Chiesa apostolica armena, fu dal XVII secolo saltuariamente occupata da vescovi in comunione con Roma. L'eparchia fu canonicamente eretta da papa Pio IX il 2 luglio 1850.
Secondo la testimonianza di missionari latini, i vescovi armeni di Amida del 1650 e del 1681 erano cattolici, in comunione con la Santa Sede; non si conoscono tuttavia i loro nomi. Nel 1727 il vescovo Pietro Derboghossian inviò la sua professione di fede a Roma; a lui succedettero altri due prelati cattolici, Eugenio e Giovanni di Smirne, consacrato nel 1755 e morto a Costantinopoli nel 1785. Dopo un lungo periodo di sede vacante, l'eparchia fu occupata da altri tre vescovi fino alla sua soppressione.
Nel 1903 erano segnalati circa 5.000 cattolici armeni.
A causa del genocidio d'inizio Novecento, l'eparchia, come tutte le diocesi armene turche, perse la maggior parte della sua popolazione. L'ultimo vescovo residente fu Andrea Elia Celebian, ucciso assieme a circa 600 dei suoi fedeli nell'estate del 1915.
L'eparchia fu di fatto soppressa, mentre gli Annuari Pontifici ne hanno segnalato l'esistenza fino al 1972.
Dal 1972 Amida degli Armeni è annoverata tra le sedi vescovili titolari della Chiesa cattolica; dal 5 settembre 2015 il vescovo titolare è Kévork Assadourian, I.C.P.B., vescovo ausiliare di Beirut degli Armeni.

## Cronotassi

### Vescovi
- Anonimo † (menzionato nel 1650 circa)
- Anonimo † (menzionato nel 1681)
- Pietro Derboghossian † (1727 - 1742)
- Eugenio †
- Giovanni di Smirne † (1755 - 1785 deceduto)
  - Sede vacante (1785 - 1850)
- Giacomo Bahtiarian † (2 luglio 1850 - 1880 deceduto)
- Giuseppe Ferachian (Ferahian) † (16 settembre 1884 - 1894 deceduto)
- Andrea Elia Celebian (Tchelebian) † (6 febbraio 1899 - agosto 1915 deceduto)

### Vescovi titolari
- Grégoire (Krikor) Ghabroyan, I.C.P.B. † (3 gennaio 1977 - 30 giugno 1986 nominato eparca della Santa Croce di Parigi)
- Boghos Levon Zekiyan (21 maggio 2014 - 21 marzo 2015 nominato arcieparca di Costantinopoli)
- Kévork Assadourian, I.C.P.B., dal 5 settembre 2015